# Christian Cabrol
Pour les articles homonymes, voir Cabrol.
Christian Cabrol, né le 16 septembre 1925 à Chézy-sur-Marne (Aisne) et mort le 16 juin 2017 à Paris, est un chirurgien cardiaque et un homme politique français.
Il est connu pour avoir réalisé la première transplantation cardiaque en Europe le 27 avril 1968, à l'hôpital de la Pitié-Salpêtrière à Paris, entouré de l'assistant de l'époque, Gérard Guiraudon. Il est également à l'origine de la première transplantation cardio-pulmonaire en 1982 avec l'assistant Iradj Gandjbakhch et de la première implantation de cœur artificiel en France en 1986. Son ex-femme, Annick Cabrol, (décédée en 2020) est anesthésiste-réanimatrice et a également participé en tant que telle à la première transplantation cardiaque. En 1998, il s'est marié à l'actrice Bérengère Dautun.

## Biographie

### Médecine
L'histoire de Christian Cabrol commence à Chézy-sur-Marne dans le milieu des années 1920. À cette époque où l'on vivait en famille, son père était agriculteur et son grand-père, le docteur Émile, était médecin de campagne,. Christian l'accompagnait parfois lors de ses visites médicales et avait déjà le rêve de devenir médecin à son tour. Son grand-père, âgé de 70 ans en 1940, lui a conseillé de devenir chirurgien, tant il pressentait le déclin de la médecine dans le monde rural de cette époque.
Christian Cabrol se retrouve pensionnaire à Château-Thierry, la ville voisine, où il fait ses études. Il est ensuite pensionnaire au collège Saint-Laurent à Lagny sur Marne. À l'âge de 19 ans en 1944, il débarque à Paris dans le sillage des chars du général Leclerc qui viennent de libérer la capitale. Il entre comme étudiant à l'hôpital de la Salpêtrière qui, à l'époque, était encore séparé par un grand mur de l'hôpital de la Pitié, pour devenir interne des hôpitaux de Paris jusqu'en 1949. Il a pour professeur Gaston Cordier (1902-1965) à partir de 1951, qui deviendra son référent et aura une grande influence sur sa carrière. Il présente sa thèse de doctorat et le concours de Médaille d'or avec succès en 1953, ce qui lui permet d'avoir une année d'internat supplémentaire, payée, dans le service de son choix, puis en 1955, il devient professeur d'anatomie. Le professeur Jean Quénu (1889-1975) a exigé qu'il officie en tant que chef de clinique dans son service, même sans le titre.
Il rencontre et épouse Annick, la jeune étudiante anesthésiste bretonne, en octobre 1955 et ils partent tous les deux continuer leurs études de médecine aux États-Unis. Ils font leurs stages à Minneapolis, à l'Université du Minnesota, près de la frontière canadienne, auprès du chirurgien cardiaque C. Walton Lillehei durant deux années. Il se lie d'amitié avec deux chirurgiens étudiants de son âge, Norman Shumway qui mettra au point dans les années suivantes la greffe du cœur sur le chien et Christiaan Barnard qui réalisera la première greffe sur l’homme en s’appuyant sur les travaux de son ami d'université.
De retour à Paris, Gaston Cordier, qui avait pris entre-temps la direction du service de chirurgie générale, lui offre une place d'assistant et des recommandations auprès de confrères, tels que Jude Turiaf (1904-1989), Jean Lenègre (1904-1972) et Jean Acar (1928-),. La réalisation des premières interventions de chirurgie cardiaque débute en 1960. Il s'ensuit une longue liste de cas d'école pour la profession et au-delà, comme la circulation extra-corporelle (CEC) dans le cas d'une cure d’une sténose pulmonaire, d'une cure complète de tétralogie de Fallot et de la pose d'une valve de Starr aortique en 1963.
Le 27 avril 1968, il réalise, sur le patient Clovis Roba, la première transplantation cardiaque en France et en Europe et la septième transplantation mondiale avec son assistant Gérard Guiraudon et l'extraordinaire équipe d’anesthésistes et d’infirmières. Elle suscite un tel élan qu'une centaine d'opérations similaires sont réalisées dans le monde l'année suivante. Comme les six premières mondiales, elles ont été un échec parce que tous les patients sont morts dans les 18 mois après l'intervention. Sauf pour le cas du patient marseillais, Emmanuel Vitria, qui a survécu 19 années à sa greffe. La découverte de l'anti-rejet du nom de ciclosporine est faite au début des années 1980, couronnant de succès les interventions.
À l'âge de 47 ans et durant 18 années, Christian Cabrol devient le fondateur et directeur du service de chirurgie cardiaque de l'hôpital de la Pitié-Salpêtrière de 1972 à 1990. L'équipe vient se renforcer des compétences des futurs professeurs : Iradj Gandjbakhch et Alain Pavie. Une suite d'innovations a continué à faire date dans la profession et pour les patients, telle qu'en 1982 la première transplantation cœur-poumons et en 1986, la première implantation d’un cœur artificiel en Europe.
Parallèlement, il est professeur d’anatomie puis de chirurgie cardio-vasculaire à la faculté de médecine Pitié-Salpêtrière (devenue Université Paris VI puis aujourd’hui université Pierre-et-Marie-Curie, ou UPMC, et désormais Sorbonne Université).
À partir de 1989, il est le président fondateur de l'ADICARE (Association pour le développement et l'innovation en cardiologie). De cette même période jusqu'en 1996, il est le président de l'association France Transplant. En 1993, il est nommé chirurgien honoraire des hôpitaux de Paris. Le 19 mai 1998, il devient membre de l'Académie nationale de médecine.

### En politique
- Membre du RPR[4], puis de l'UMP ;
- Élu conseiller de Paris pour le 13e arrondissement le 19 mars 1989, réélu le 18 juin 1995 ;
- Élu conseiller de Paris pour le 16e arrondissement le 18 mars 2001 ;
- Adjoint au maire de Paris, Jean Tiberi, chargé de l'hygiène alimentaire, de la santé, des anciens combattants et de l'action humanitaire ;
- Battu aux législatives de 1993 dans la troisième circonscription de l'Aisne face au sortant PS Jean-Pierre Balligand ;
- Député européen de 1994 à 1999[20].

## Distinctions
- Commandeur de la Légion d'honneur (Remise par le premier ministre Jean-Pierre Raffarin à l'hôtel de Matignon, le 23 mars 2004[21])
- Officier de l'ordre national du Mérite
- Médaille internationale de chirurgie
- Prix Nessim-Habif.

## Hommages
- Une place porte son nom dans le 13e arrondissement de Paris depuis juin 2022[22].
- Un bâtiment du collège Saint-Laurent La Paix Notre Dame à Lagny sur Marne porte son nom.
- La commune de Chézy-sur-Marne a nommé son école Christian Cabrol[6].
- Depuis 2007, le Musée de la chirurgie, à Myennes (Nièvre), porte le nom du Pr. Christian Cabrol 23. Une salle, relatant sa carrière, lui est consacrée où l'on peut voir de nombreux objets et  documents lui ayant appartenu[23] et 24. L'établissement  conserve également un important fonds d'archives concernant sa vie professionnelle. Le Musée de la Chirurgie Pr Christian Cabrol est l'un des seuls en France consacré entièrement à l'histoire et l'évolution de la chirurgie. 25 à 29.
- Le nouvel hôpital de Reims porte désormais son nom, inauguré en 2024

## Publications
- Les pédicules segmentaires du poumon, l'Expansion scientifique française, 1952-55 (tome 1 : Poumon droit, tome 2 : Poumon gauche, avec Gaston Cordier)
- Anatomie du cœur, Masson et Cie, 1972
- Mes quatre cents greffes cardiaques à l'Hôpital de la Pitié : entretiens avec Pierre Bourget, Plon, 1987
- Parole de médecin, Carrère, 1991,  (ISBN 225306291X)
- La bataille pour la vie : la chirurgie au quotidien, Hachette-Carrère, 1993,  (ISBN 2010200063)
- Guide familial de la santé, Hachette, 1994  (ISBN 2010213866) (avec Nadège Verrier)
- Le don de soi, Hachette-Carrère, 1995,  (ISBN 2012370403)
- Mangeons vrai, Éditions no 1, 1997,  (ISBN 2863918109) (avec Isabelle Gaudon)
- L'Europe, comment ça marche ?, Unicomm, 1998
- Une histoire de cœur : entretiens avec Claude Reichman (autobiographie), Paris, les Belles Lettres, 1999, 261 p., 22 cm (ISBN 2251441468, OCLC 47844420)
- De tout cœur : la nouvelle chirurgie cardiaque (ill. François Poulain), Paris, Éditions Odile Jacob, 2006, 269 p., 22 cm (ISBN 2738116582, OCLC 166453538, SUDOC 098831259, lire en ligne)
- Au cœur de la vie : Itinéraire d'un chirurgien d'exception (entretiens recueillis et rédigés par Danielle Blanc ; préface de Simone Veil) (Documents, témoignages et essais d’actualité), Paris, Flammarion, 2012, 245 p., 22 cm (ISBN 9782081292161, OCLC 816553748, SUDOC 166062324, présentation en ligne, lire en ligne [PDF])
- La naissance de la chirurgie cardiaque à la Pitié Salpêtrière (discours du professeur), 18 décembre 2012, 6 p., 30 cm (lire en ligne [PDF])